# Temple du Hâ

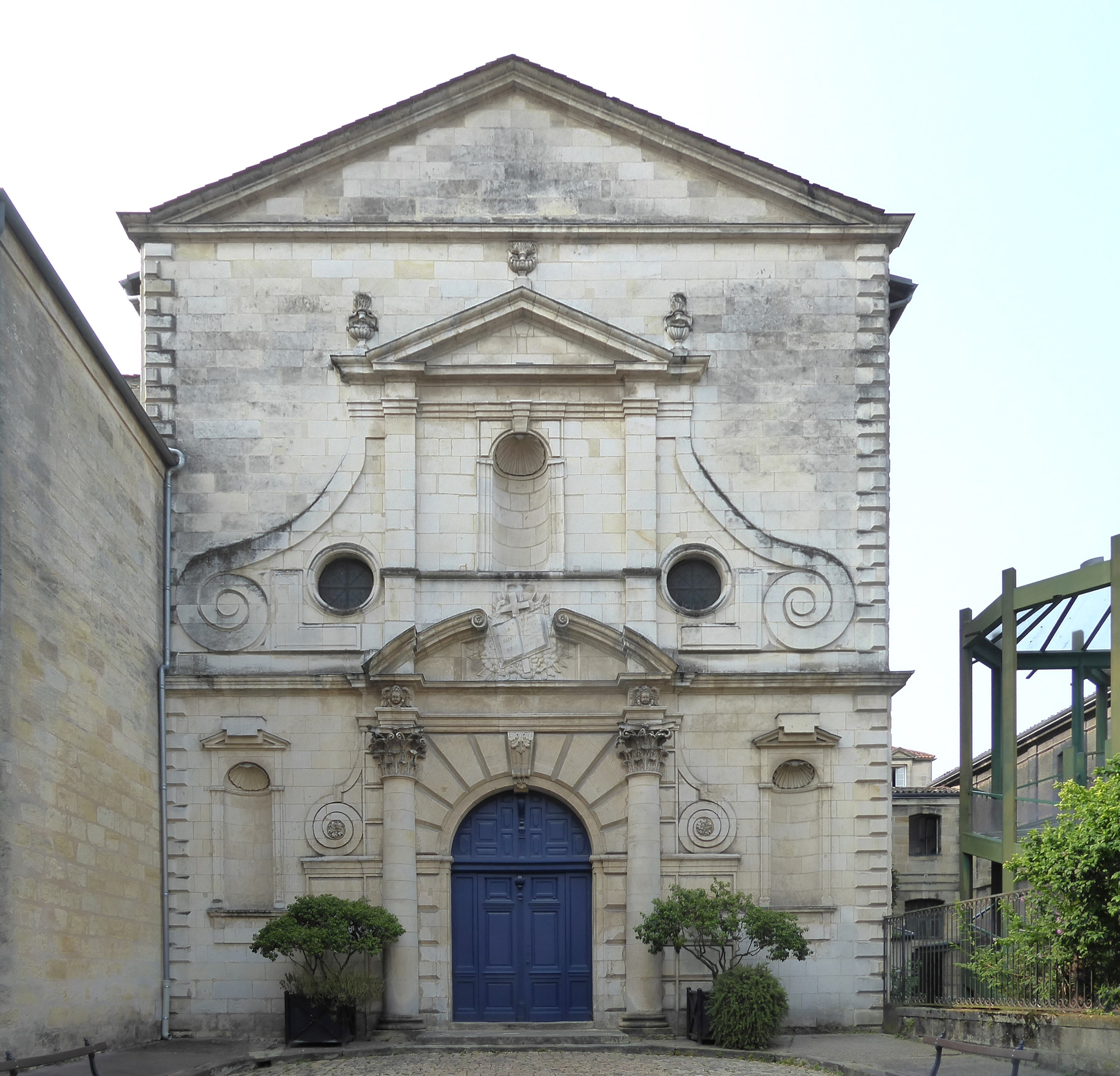
Der Temple du Hâ in Bordeaux

Der Temple du Hâ ist ein Kirchengebäude der Vereinigten Protestantischen Kirche Frankreichs in Bordeaux im Département Gironde in der Region Nouvelle-Aquitaine. Das Bauwerk gehört zur Kirchengemeinde Bordeaux–Ville. Die Kirche ist nach der Burg Le Hâ benannt, die den Reformierten 1572 als Zufluchtsstätte nach der Bartholomäusnacht gedient hatte.

## Geschichte
Ursprünglich wurde das Gebäude als Kapelle des Konvents von Schulschwestern der Töchter Unserer Lieben Frau (französisch Filles de Notre Dame) erbaut, der 1610 von Johanna von Lestonnac, der Nichte von Michel de Montaigne, gegründet wurde. Mit dem Bau der Kapelle konnte im Jahr 1625 dank Spenden angesehener Persönlichkeiten aus Bordeaux begonnen und diese 1628 fertiggestellt werden. Die barocke Fassade ist ein Werk des Architekten Henri Roche. Nach dem Erdbeben von 1751 musste das Kirchenschiff neu aufgebaut wurden. Während der französischen Revolution wurde die Kapelle geschlossen und als Futterlager genutzt. Anschließend wurde das Gotteshaus im Zuge der von Napoleon per Dekret erlassenen Organischen Artikeln im Jahr 1803 den Reformierten übergeben. In diese Zeit fallen auch der Bau und die Ausstattung des Gebäudes mit dem hölzernen Gestühl. Der erste reformierte Gottesdienst in der Kirche fand am 1. Dezember 1805 unter der Leitung von Pfarrer Martin statt. Im Jahr 1883 wurde die Orgel durch den Orgelbauer Gaston Maille aus Bordeaux gebaut, das Instrument wurde 1969 auf 19 Register erweitert. An der Außenfassade der Kirche befanden sich ursprünglich Statuen, die heute verschwunden sind. Darüber hinaus beherbergte der Chorraum der Kirche ein barockes Altarbild, das sich heute in der Pfarrkirche von Pessac befindet. Neben der Kirche in der Rue du Commandant Arnould befand sich ursprünglich eine evangelische Schule, die heute als Begegnungszentrum der Kirchengemeinde dient.